# Deeskalation
Deeskalation ist im Konfliktmanagement eine Strategie, Konflikte oder Gewalt stufenweise abzubauen oder zu verhindern. Gegensatz ist die Eskalation.

## Allgemeines
Das Wort Eskalation ist wohl in den 1960er Jahren von der gleichbedeutenden englischen Bezeichnung escalation übernommen worden.
Konflikte kann es bei allen Wirtschaftssubjekten (Unternehmen, Behörden, Regierungen, zwischen Staaten oder Privatpersonen) geben. Dabei kommen intrapersonelle Konflikte (innerhalb eines Unternehmens oder innerhalb einer Behörde) und interpersonelle Konflikte (zwischen Unternehmen und Behörden, zwischen Privatpersonen und der Polizei) vor. Konflikte sind keine in sich ruhenden statischen Ereignisse, sondern entwickeln eine Psychodynamik, die im Extremfall nicht mehr beherrschbar sein und in Gewalt enden kann. Durch Deeskalation sollen zu erwartende Konfrontationen verhindert oder eingetretene Konfrontationen vermindert oder aufgelöst werden, so dass eine nachhaltige Befriedung im Interesse von Freiheit und Sicherheit eintritt. Unter Deeskalation werden Maßnahmen verstanden, die dazu führen, eine (potenziell) aggressive Situation in eine gefahrenfreie umzulenken oder eine weitere Steigerung der Aggression zu verhindern.

## Anwendungsgebiete
Typische Konflikte in den verschiedenen Anwendungsgebieten sind insbesondere:
Unternehmen
Konfliktpotenziale gibt es innerhalb eines Unternehmens in den Kollegialorganen (Vorstand, Aufsichtsrat), zwischen Vorgesetzten und Mitarbeitern und zwischen Kollegen (beispielsweise Mobbing). Konflikte können durch direkte oder indirekte Maßnahmen deeskaliert werden. Um direkte Maßnahmen handelt es sich, wenn die am Konflikt Beteiligten den Konflikt selbst lösen wollen; indirekte Maßnahmen liegen vor, wenn ein Dritter (Vorgesetzter, Berater, Mediator) Einfluss auf die Konfliktbedingungen und den Konfliktverlauf ausübt.
Konflikte zwischen Unternehmen können sich aus dem Wettbewerb ergeben und können durch Verhandlungen deeskaliert werden. Als Mediatoren stehen Unternehmensverbände zur Verfügung.
Sonstige Organisationen
Gesundheitswesen und Pflege

Im Umgang mit Patienten mit psychischen Erkrankungen kommt es mitunter zu Situationen, die für die Patienten selbst, aber auch für ihr direktes Umfeld gefährlich sein können, oftmals durch Mitarbeiter. Es kann vorkommen, dass Patienten einzig körperliche Gewalt als Bewältigungsstrategie in Krisensituationen zur Verfügung steht.
 Auch in der Notaufnahme kommt es häufiger zu körperlichen Übergriffen. Die Aufgabe der Deeskalation wird nicht unbedingt durch das Pflegepersonal oder spezifische Mediatoren wahrgenommen. Zunehmend werden Schulungen zur systematischen Deeskalation in Kliniken angeboten, wie Gewaltpräventionszentrum oder PART.
Schule

Konflikte gibt es in der Schule zwischen Lehrern und Schülern und zwischen Schülern oder zwischen der Schule und den Eltern. Häufige Konfliktpotenziale bieten Schulnoten. Abgesehen von ihrer wesentlichsten Funktion als Leistungsbeurteilung in einem bestimmten Unterrichtsfach haben sie bildungsbiografische Folgen bei Übergängen im Bildungswesen im Hinblick auf die Schulform bzw. Universität. Außerdem gibt es motivational-emotionale Konsequenzen für die Lernmotivation und den sozioökonomischen Status. Jahreszeugnisse und Abschlusszeugnisse sind als Verwaltungsakt gegenüber der Schule durch Widerspruch anfechtbar; das Verwaltungsgericht kann angerufen werden, wenn der Widerspruch gegenüber der Schule erfolglos geblieben ist. Einzelne Schulnoten dagegen sind als Realakte nicht anfechtbar.
Polizei

Für die Landespolizeien und die Bundespolizei ergibt sich ein Gebot zur Deeskalation bei versammlungsrechtlich geschützten Veranstaltungen aus dem Brokdorf-Beschluss des Bundesverfassungsgerichts (BVerfG), wonach sie bei der Wahrnehmung des staatlichen Gewaltmonopols Zurückhaltung zu üben und sich auf neue gewaltfreie Aktionsformen durch entsprechend defensives Auftreten und Einschreiten einzustellen haben. Die Bemühung um Deeskalation zeigte sich bereits in der veränderten Wortwahl. Mitte der 1980er Jahre habe man versucht, unerwünschte Assoziationen mit den Begriffen „Schlagstock“ und „Knüppel“ zu vermeiden, indem man dafür den Begriff „Mehrzweckeinsatzstock“ (MES) verwendete.
Regierungen

Konflikte durchlaufen verschiedene Eskalationsstufen, die zwischen Regierungen immer feindseliger werden können. Das lässt sich am Krieg – einem militärischen Konflikt – am besten erläutern. Er verläuft von Widerspruch (dem objektiven Konflikt) über Krise (der subjektiven Bewusstwerdung des Widerspruchs), über Konflikt (der noch gewaltfreien Bearbeitung des Widerspruchs) bis zum Krieg (der gewaltsamen Bearbeitung des Widerspruchs). Die Verhinderung kriegerischer Auseinandersetzungen durch Regierungen mit Hilfe der Diplomatie ist eine Form der Deeskalation. Wird auf jeder Eskalationsstufe nicht oder nicht erfolgreich deeskaliert, ist der Krieg unausweichlich.
Friedensdienst
Der Begriff Deeskalation wird auch im Friedensdienst verwendet.

## Deeskalationstechniken

Konflikteskalation nach Friedrich Glasl
Konflikteskalationsmodell (Graham’s Hierarchy of Disagreement)

Der Deeskalation dienen nicht-aggressive Wortwahl und Verhaltensweisen. Auch negativ besetzte Begriffe sollten vermieden werden.
Folgenden Gesprächstechniken wird eine deeskalierende Wirkung zugeschrieben: aktives Zuhören, Ich-Botschaft nach dem Gordon-Modell oder gewaltfreie Kommunikation.

## Maßnahmen
Deeskalierende Maßnahmen sind die Konfliktstile wie Durchsetzen, Nachgeben, Beschwichtigen, Vermeiden, Kompromisse schließen oder kooperativ und problemorientiert lösen. Diese Maßnahmen können generell in allen Konfliktsituationen isoliert oder kombiniert angewandt werden, nur sich ausschließende Konfliktstile wie Durchsetzen und Vermeiden sind alternativ möglich. Ein Konflikt ist erst dann gelöst, wenn der Kern des Problems gefunden und bearbeitet wurde.
Die Deeskalation hat wirtschaftlich gesehen auch das Ziel, Konfliktkosten zu vermeiden oder zu verringern.